# Bonaventura Belart i Albiñana
Bonaventura Belart i Albiñana (Tarragona, 8 de desembre de 1830 - Ivry-sur-Seine, 28 de març de 1862) fou un tenor català.
Va ser batejat un dia després de néixer a la parròquia castrense de Sant Francesc pel seu tiet carnal doctor i prevere Dr. Josep Belart. Va ser fill de militar i capità de l'exèrcit espanyol, D. Mariano Belart, i la senyora Maria Tecla Albinyana. Després de l'educació primària, va estudiar amb aprofitament a la facultat de Filosofia i Lletres de l'Institut de Pamplona batxillerat en aquesta ciència. En acabar-lo va encaminar la seva vida a, de forma d'aficionat, a diverses arts, llengües l'equitació i l'esgrima. En aquests anys va destacar per la seva privilegiada veu de tenor, tant que, als seus inicis, el va dirigir el mestre Miguel Rachele, director de l'orquestra d'òpera al teatre principal o de Santa Cruz, a Barcelona. Sense abandonar aquesta i altres activitats, seguí la carrera de lleis a la que el destinà la seva família, però cedint després a una inclinació irresistible, es dedicà a la música i al cant.
Va cultivar la pintura i l'any 1843 l'Ajuntament de Pamplona organitzà una gran exposició amb els seus quadres. A Madrid se'l sentí per primera vegada el 3 de novembre de 1851 al Teatro Real, on produí un immediat fanatisme entre el públic i on la crítica el va guardonar amb paraules excel·lents, com ara després de la seva actuació en La prova d'una opera seria de G. Mazza on va obtindre un "molt bé". Durant el març de 1852 de les 69 funcions programades en aquest teatre, tan sols ell i tres italians van merèixer el qualificatiu d'artistes "certament notables". Va emprendre després una gira per la Península, que va repetir els anys següents, estrenant Rigoletto a Càdiz (abril de 1853) i Granada (juny de 1853); i Il Trovatore en Càdiz i Màlaga (juliol i agost de 1854). Va tenir especial acollida a Sevilla i a Portugal.
Després corregué Europa, actuant en els teatres d'Anglaterra (Londres), Itàlia(Florència i Milà) i França (París) que sobretot va freqüentar entre els anys 1857 i 1860 compartint escenaris amb celebritats com ara Giulia Grisi i Enríco Tamberlick, arribant a adquirir una reputació brillantíssima. Destacà especialment en els cants delicats. El barber de Sevilla, La sonnambula, Don Pasquale i altres obres d'aquesta índole li proporcionaren repetits triomfs, i el públic madrileny va conservar durant molt de temps el grat record de la manera com cantava Las Ventas de Cardenas. El seu caràcter obert i simpàtic li'n va atreure multitud d'amics tant a casa seva com a l'estranger, i la seva prematura mort fou plorada per tots els apassionats per aquest art.